# Fânațe (okręg Marmarosz)
Fânațe – wieś w Rumunii, w okręgu Marmarosz, w gminie Cernești. W 2011 roku liczyła 665 mieszkańców.